# Avskedsturné
En avskedsturné är en show- eller konsertturné avsedd att tillkännage slutet på en sångares karriär, upplösningen av ett band eller en shows avslutande uppföranden. I många fall har avskedsturnéen visat sig inte vara definitiv utan följts upp av återföreningar eller uppföranden i nya konstellationer.
Exempel på framträdande avskedsturnéer och -uppträdanden:
- The Beatles takkonsert (1969), som ses i dokumentärfilmen Let It Be (1970)
- Led Zeppelins Tour Over Europe 1980 (1980)
- Kiss Farewell Tour (2000–2001), bandet fortsatte uppträda efter turnén
- Kents Avskedsturnén (2016)
- Slayers Final World Tour (2018–2019)
- Gyllene Tiders GT40 Avskedsturnén (2019)